# Athelges prideauxii
Athelges prideauxii är en kräftdjursart som beskrevs av Giard och Bonnier 1890. Athelges prideauxii ingår i släktet Athelges och familjen Bopyridae. Inga underarter finns listade i Catalogue of Life.